# Eulecanium sachalinense
Eulecanium sachalinense är en insektsart som beskrevs av Danzig 1972. Eulecanium sachalinense ingår i släktet Eulecanium och familjen skålsköldlöss. Inga underarter finns listade i Catalogue of Life.